# Фервју (округ Батлер, Пенсилванија)
Фервју (енгл. Fairview, Butler County) град је у америчкој савезној држави Пенсилванија.

## Демографија
По попису из 2010. године број становника је 198, што је 22 (-10,0%) становника мање него 2000. године.
| Група             | 2000.       | 2010.       |
| Белци             | 217 (98,6%) | 190 (96,0%) |
| Афроамериканци    | 1 (0,5%)    | 5 (2,5%)    |
| Азијати           | 0 (0,0%)    | 0 (0,0%)    |
| Хиспаноамериканци | 0 (0,0%)    | 0 (0,0%)    |
| Укупно            | 220         | 198         |